# Station Netherfield
Netherfield is een spoorwegstation van National Rail in Netherfield, Gedling in Engeland. Het station is eigendom van Network Rail en wordt beheerd door East Midlands Railway. 